# Ivan Crnov
Ivan Crnov (Gornji Vakuf-Uskoplje, 14 agosto 1988) è un calciatore croato, centrocampista del Špansko Zagabria.

## Palmarès

### Competizioni nazionali
- Campionato bosniaco: 1

Zrinjski Mostar: 2013-2014
- Supercoppa di Moldavia: 1

Sheriff Tiraspol: 2015
- Coppa di Bosnia: 2

Široki Brijeg: 2016-2017
Željezničar: 2017-2018